# 扬·费尔通亨
扬·费尔通亨（Jan Vertonghen，1987年4月24日—）是一名比利時足球運動員，司職後衛，目前效力於比甲俱樂部安德列治，曾代表比利時國家足球隊參加國際賽事。

## 国际职业生涯

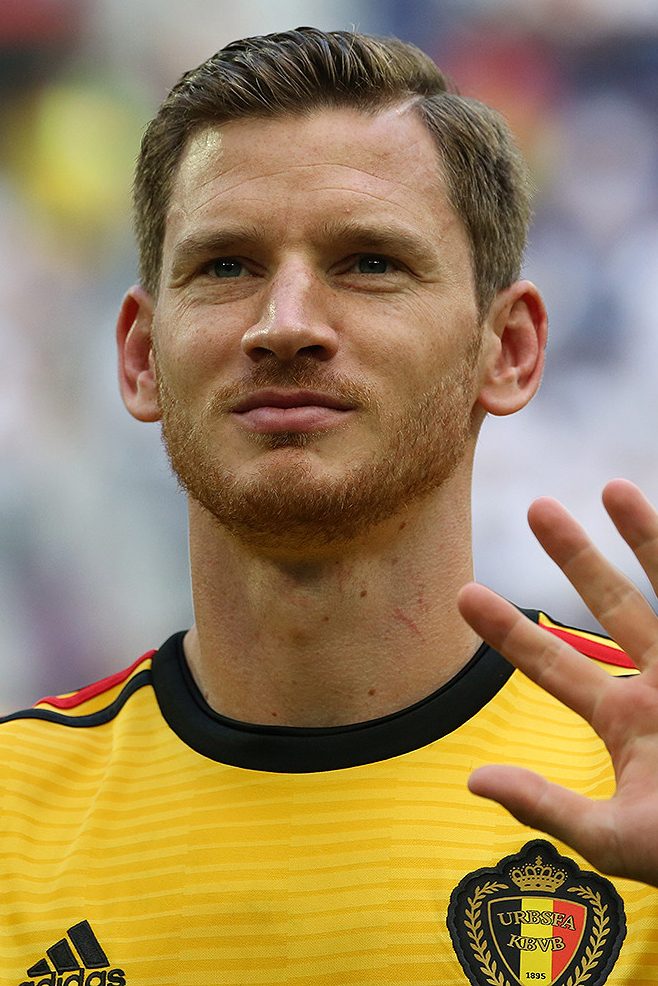
Vertonghen在2018年世界杯上与比利时国家足球队合影

Vertonghen于2006年在U21级别上国际首秀，并参加了2007年欧洲U21锦标赛。
2007年6月2日，他在主场2-1输给葡萄牙的欧洲杯2008预选赛中首次代表国家队亮相。比赛结束时，他被替补射手Hugo Almeida犯规，后者被罚下场。 Vertonghen还入选了2008年奥运会阵容，并在比利时队意外获得第四名的比赛中的每场比赛中都有出场。
在2010年世界杯预选赛中，他开始成为常规首发，最初是作为前阿贾克斯队友Thomas Vermaelen的搭档出现在中后卫位置。他在2009年8月对捷克的友谊赛中打进了开场进球，这也是他的首个国际进球，比赛以3-1失利告终。2009年9月7日，在客场对阵西班牙的世界杯预选赛中，他受伤脚趾，不得不在第29分钟被抬出场并换人。比赛结果也很糟糕，以5-0失利告终。现在，他通常作为左后卫出场，因为Vermaelen和Vincent Kompany是中后卫的首选组合。他在对匈牙利的友谊赛中重新入选首发阵容，以3-0获胜，并在随后的3月1-0输给克罗地亚的比赛中重新入选首发阵容。
2014年5月13日，Vertonghen入选比利时队参加2014年国际足球世界杯。 在球队对阵阿尔及利亚的首场比赛中，Vertonghen在拉下Sofiane Feghouli后犯规，被罚下一张黄牌，导致对手获得点球。Feghouli在点球点上得分，但比利时最终以2-1逆转获胜。然后，在6月22日对阵俄罗斯的第二场比赛中，他被Thomas Vermaelen取代成为首发阵容。 然而，在比赛进行31分钟后，Vermaelen因伤被换下，由Vertonghen替补出场。 在小组赛最后一场比赛中，Vertonghen担任球队队长并打进了制胜球，帮助比利时以1-0击败韩国。
在2014-2015赛季初期，Vertonghen在与比利时队训练时因一个射门失误将一名孩子打昏。 2016年，他在欧洲杯八分之一决赛前的训练中意外受伤，脚踝受了两条韧带，导致他错过了比利时输掉的比赛。
在俄罗斯举行的2018年国际足球世界杯上，扬·费尔通亨在比利时队下半场对阵日本的逆转中打进了开场进球，从20码处头球攻门，将球打进了远角，帮助球队以3-2逆转获胜。
2023年9月12日，在布鲁塞尔举行的一场欧洲2024年预选赛中，费尔通亨在比利时对阵爱沙尼亚的比赛中获得了他的第150次出场。他以一粒开场进球完成了庆祝，帮助球队以5-0取胜。

## 生平
維頓漢於2003年出國加入阿贾克斯青年軍，於2006年開始晉身一隊行列，於下半季被外借到華域克，上陣12場射入3球，但仍不足以挽救球隊免於降班。返回阿積士後暫居海廷加及维尔马伦之後，直到前者於2008/09年球季離隊後，維頓漢才正式成為阿積士正選中路守將。
2008年，維頓漢入選了比利時國奧隊參加北京奧運。
在2018年俄罗斯世界杯上，维尔通亨在比利时下半场对日本0-2落后的情况下从20码外頭球得分，協助球隊最終反勝3-2。
2020年7月26日，在熱刺俱樂部本賽季最後一場對陣水晶宮的比賽後，费尔通亨成為自由球員。
2020年8月13日，費爾通亨同意加入葡超俱樂部本菲卡並達成3年合約。他將在通過身體檢查後加入俱樂部。12月3日，費爾通亨在歐足總歐洲聯賽中以4比0擊敗波茲南萊赫的比賽中踢進了自己在本菲卡的第一個進球。

2022年9月2日，費爾通亨加入比利时的安德莱赫特俱乐部。

## 榮譽

### 球會
阿贾克斯
- 荷蘭甲組足球聯賽 冠軍：2010－2011賽季、2011－2012賽季
- 荷蘭盃 冠軍：2006－2007賽季、2009－2010賽季

 熱刺
- 英格蘭足球聯賽盃 亞軍：2014－2015賽季
- 歐洲冠軍聯賽 亞軍：2018－2019賽季

### 國家隊
比利時
- 國際足總世界盃季軍：2018年

### 個人
- 阿贾克斯年度最佳人才：2007－2008賽季
- 荷蘭足球先生：2012年[18]

## 外部連結
- Jan Vertonghen at tottenhamhotspur.com
- Belgium Stats （页面存档备份，存于） at Belgian FA
- 扬·费尔通亨 – FIFA國際賽競賽紀錄 (存檔)
- 扬·费尔通亨－UEFA國際賽競賽紀錄
- 扬·费尔通亨在 National-Football-Teams.com 上的出场纪录
- 足球数据库：扬·费尔通亨的球员统计数据
- Soccerway資料庫：扬·费尔通亨
- Voetbal International profile
- Voetbal International website and 2007/2008 presentation magazine